# Cabinet Merkel I
Pour les articles homonymes, voir Cabinet Merkel.
 (janvier 2023).
Si vous disposez d'ouvrages ou d'articles de référence ou si vous connaissez des sites web de qualité traitant du thème abordé ici, merci de compléter l'article en donnant les références utiles à sa vérifiabilité et en les liant à la section « Notes et références ».
République fédérale d'Allemagne
Schröder II Merkel II
Le cabinet Merkel I (en allemand : Kabinett Merkel I) est le gouvernement fédéral de la République fédérale d'Allemagne entre le 22 novembre 2005 et le 28 octobre 2009, durant la seizième législature du Bundestag.

## Historique du mandat
Dirigé par la nouvelle chancelière fédérale chrétienne-démocrate Angela Merkel, anciennement ministre fédérale de l'Environnement, ce gouvernement est constitué et soutenu par une « grande coalition » entre le Parti social-démocrate d'Allemagne (SPD), l'Union chrétienne-démocrate d'Allemagne (CDU) et l'Union chrétienne-sociale en Bavière (CSU). Ensemble, ils disposent de 448 députés sur 614, soit 73 % des sièges du Bundestag.
Il est formé à la suite des élections législatives fédérales anticipées du 18 septembre 2005.
Il succède donc au second cabinet du social-démocrate Gerhard Schröder, au pouvoir depuis octobre 1998, constitué et soutenu par une « coalition rouge-verte » entre le SPD et l'Alliance 90 / Les Verts (Grünen).

### Formation
Au cours du scrutin parlementaire, la CDU/CSU redevient la première force politique d'Allemagne mais enregistre un recul de l'ordre de trois points. Elle devance ainsi les sociaux-démocrates, qui perdent quatre points. Cette contre-performance des chrétiens-démocrates les empêche de s'associer avec le Parti libéral-démocrate (FDP), auteur d'un bon résultat. De même, la stagnation des écologistes bloquent la reconduction de l'alliance au pouvoir depuis sept ans. Les différentes coalitions à trois partis étant exclues, la CDU/CSU et le SPD entreprennent de négocier la constitution d'une majorité, une première depuis 1966.
Avant même l'officialisation de la coalition, les deux forces politiques désignent leurs huit ministres fédéraux respectifs. Le 1er novembre cependant, le ministre-président de Bavière et président de la CSU Edmund Stoiber renonce à devenir ministre fédéral de l'Économie à la suite d'un conflit sur l'étendue de ses compétences. L'accord de majorité est finalement signé le 12 novembre.
Le 22 novembre, le président fédéral Horst Köhler propose la candidature d'Angela Merkel à l'investiture du Bundestag. Elle l'emporte par 397 voix pour et 217 voix contre. C'est à l'époque le plus grand nombre de voix jamais reçu pour un candidat à la chancellerie, faisant ainsi tomber le record établi en 1966 par Kurt Georg Kiesinger. Elle forme son cabinet fédéral le jour même, qui compte 15 ministres fédéraux, soit deux de plus que le précédent. Outre le poste de ministre fédéral avec attributions spéciales confié au directeur de la chancellerie, le ministère fédéral du Travail est recréé. Il revient au social-démocrate Franz Müntefering, également vice-chancelier. C'est la première et unique fois que ces deux fonctions sont réunies.

### Succession
Lors de l'élection présidentielle du 23 mai 2009, la grande coalition n'a pas de candidat unique et le scrutin constitue une répétition de celui de 2004. Le sortant Horst Köhler, appuyé par la CDU, la CSU et le FDP, est réélu dès le premier tour avec 50,1 % des voix de l'Assemblée fédérale face à Gesine Schwan, soutenue par le SPD et les Grünen. 
Au cours des élections législatives fédérales du 22 septembre 2009, le Parti social-démocrate s'effondre à son plus bas historique tandis que le Parti libéral-démocrate réalise le meilleur résultat de son histoire. Les Unions chrétiennes en profitent alors pour changer de partenaire et constituent une « coalition noire-jaune » qui permet la formation du cabinet Merkel II.

## Composition
| Fonction                                                                                       | Nom | Nom                                                                       | Parti |
| ---------------------------------------------------------------------------------------------- | --- | ------------------------------------------------------------------------- | ----- |
| Chancelière fédérale                                                                           |     | Angela Merkel                                                             | CDU   |
| Vice-chancelier                                                                                |     | Franz Müntefering (jusqu'au 21/11/2007) Frank-Walter Steinmeier           | SPD   |
| Ministre fédéral des Affaires étrangères                                                       |     | Frank-Walter Steinmeier                                                   | SPD   |
| Ministre fédéral de l'Intérieur                                                                |     | Wolfgang Schäuble                                                         | CDU   |
| Ministre fédérale de la Justice                                                                |     | Brigitte Zypries                                                          | SPD   |
| Ministre fédéral des Finances                                                                  |     | Peer Steinbrück                                                           | SPD   |
| Ministre fédéral de l'Économie et de la Technologie                                            |     | Michael Glos (jusqu'au 10/02/2009) Karl-Theodor zu Guttenberg             | CSU   |
| Ministre fédéral du Travail et des Affaires sociales                                           |     | Franz Müntefering (jusqu'au 21/11/2007) Olaf Scholz                       | SPD   |
| Ministre fédéral de l'Alimentation, de l'Agriculture et de la Protection du consommateur       |     | Horst Seehofer (jusqu’au 27/10/2008) Ilse Aigner (à partir du 31/10/2008) | CSU   |
| Ministre fédéral de la Défense                                                                 |     | Franz Josef Jung                                                          | CDU   |
| Ministre fédérale de la Famille, des Personnes âgées, des Femmes et de la Jeunesse             |     | Ursula von der Leyen                                                      | CDU   |
| Ministre fédérale de la Santé                                                                  |     | Ulla Schmidt                                                              | SPD   |
| Ministre fédéral des Transports, des Travaux publics et du Développement urbain                |     | Wolfgang Tiefensee                                                        | SPD   |
| Ministre fédéral de l'Environnement, de la Protection de la Nature et de la Sécurité nucléaire |     | Sigmar Gabriel                                                            | SPD   |
| Ministre fédéral de l'Éducation et de la Recherche                                             |     | Annette Schavan                                                           | CDU   |
| Ministre fédérale de la Coopération économique et du Développement                             |     | Heidemarie Wieczorek-Zeul                                                 | SPD   |
| Ministre fédéral avec attributions spéciales Directeur de la chancellerie fédérale             |     | Thomas de Maizière                                                        | CDU   |

### Accord de coalition

#### Points d’accord
- Sur la candidature de la Turquie à l'entrée dans l'Union européenne, un compromis est trouvé : les discussions avec la Turquie sont acceptées, en posant pour but son entrée, mais en précisant bien que ce résultat n'est pas acquis. Si la Turquie ne remplit pas les conditions fixées ou que l'Union n'est pas capable de l'accueillir, elle doit être arrimée le plus fortement possible à l'UE.
- En matière de politique étrangère, l'accord prévoit de redonner des impulsions à la constitution européenne en 2007, et de plaider pour un siège de l'Union européenne au Conseil de sécurité des Nations unies.
- Réforme en profondeur du fédéralisme ; les Länder reçoivent presque toutes les compétences en matière d'éducation, mais ont en contrepartie un pouvoir de blocage bien moindre sur de très nombreuses lois fédérales.
- Soutien à Berlin en tant que capitale culturelleq.
- Le programme de reconstruction de l'ex-RDA est reconduit dans ses grandes lignes.
- L'âge de la retraite est élevé de soixante-cinq à soixante-sept ans ou quarante-cinq années pleines ; les retraites sont gelées.
- Augmentation de la TVA de 16 à 19 % ; les recettes servent à boucher les trous dans le budget de l'État fédéral et dans une moindre mesure à baisser les cotisations de chômages de 6,5 à 4,5 %. Les « Ich-AG » (entreprises individuelles) sont supprimées.
- Introduction, à la demande du SPD, d'un impôt pour les riches ; le taux d'imposition atteint 45 % dans la tranche au-delà d'250 000 euros (le double pour une famille).
- La période d'essai pour qui change d'emploi peut être étendue à vingt-quatre mois, contre six auparavant.
- Étude des lois destinées à combattre le terrorisme et à réguler l'immigration.
- Acquérir la nationalité allemande devrait désormais nécessiter une déclaration de soutien aux principes démocratiques.
- Investissements dans la recherche et l'éducation.
- Renforcement des critères de santé alimentaire et plus grande protection des consommateurs.
- Volonté de mettre un terme à la flambée des remboursements de médicaments en favorisant les génériques, en baissant leur prix, et en baissant les honoraires des pharmaciens.

#### Questions non résolues
- Gel ou non des prix des médicaments pendant deux ans.
- En matière de sécurité sociale, le SPD et la CDU/CSU avancent pendant la campagne deux concepts incompatibles, respectivement la Bürgerversicherung et la Gesundheitspämie.
- Désaccord sur la sortie de l'énergie nucléaire.